# Stepán Balmashov
Stepán Valeriánovich Balmashov (3 de abril de 1881, Pínega, Óblast de Arcángel — 3 de mayo de 1902, San Petersburgo) — Miembro del Partido Social-Revolucionario de Rusia, estudiante de Kazán en la Universidad de Kiev, fue el asesino del ministro del Interior ruso, Dmitri Serguéievich Sipiagin.

## Revolucionario
En enero de 1901, fue detenido junto a 183 estudiantes de la Universidad de Kiev por participar en una huelga estudianti. De regreso a la Universidad en otoño del mismo año, se acercó a la "Unión de Socialitas de Kiev" donde fue haciendo amistades y finalmente acabó militando en la organización.

## Asesinato de Sipyagin
El 2 de abriljul./ 15 de abril de 1902greg., como tenía previsto, Balmashov llegó disfrazado de subalterno al Palacio Mariinsky, donde se suponía que debía estar el ministro del Interior, aunque aún no había llegado. Volvió poco más tarde y le comentó al portero que traía al ministro unos documentos del gran duque Sergio Aleksándrovich; en ese momento, colocándose tras el ministro, le disparó repetidas veces causándole graves heridas por las que fallecería una hora más tarde.

## Investigación, juicio y ejecución
Durante los interrogatorios, Balmashov afirmó: «La manera terrorista de lucha me parece inhumana y cruel, pero es inevitable con el actual régimen» y se negó a testificar más. Un tribunal militar lo condenó a morir en la horca. Si bien distintas personas le recomendaron que solicitase el indulto, se negó a hacerlo. La ejecución se llevó a cabo en la Fortaleza Shlisselburg por medio de horca el 3 de mayojul./ 16 de mayo de 1902greg..
- Datos: Q2628246
- Multimedia: Stepan Balmashov / Q2628246